# Casa de huéspedes

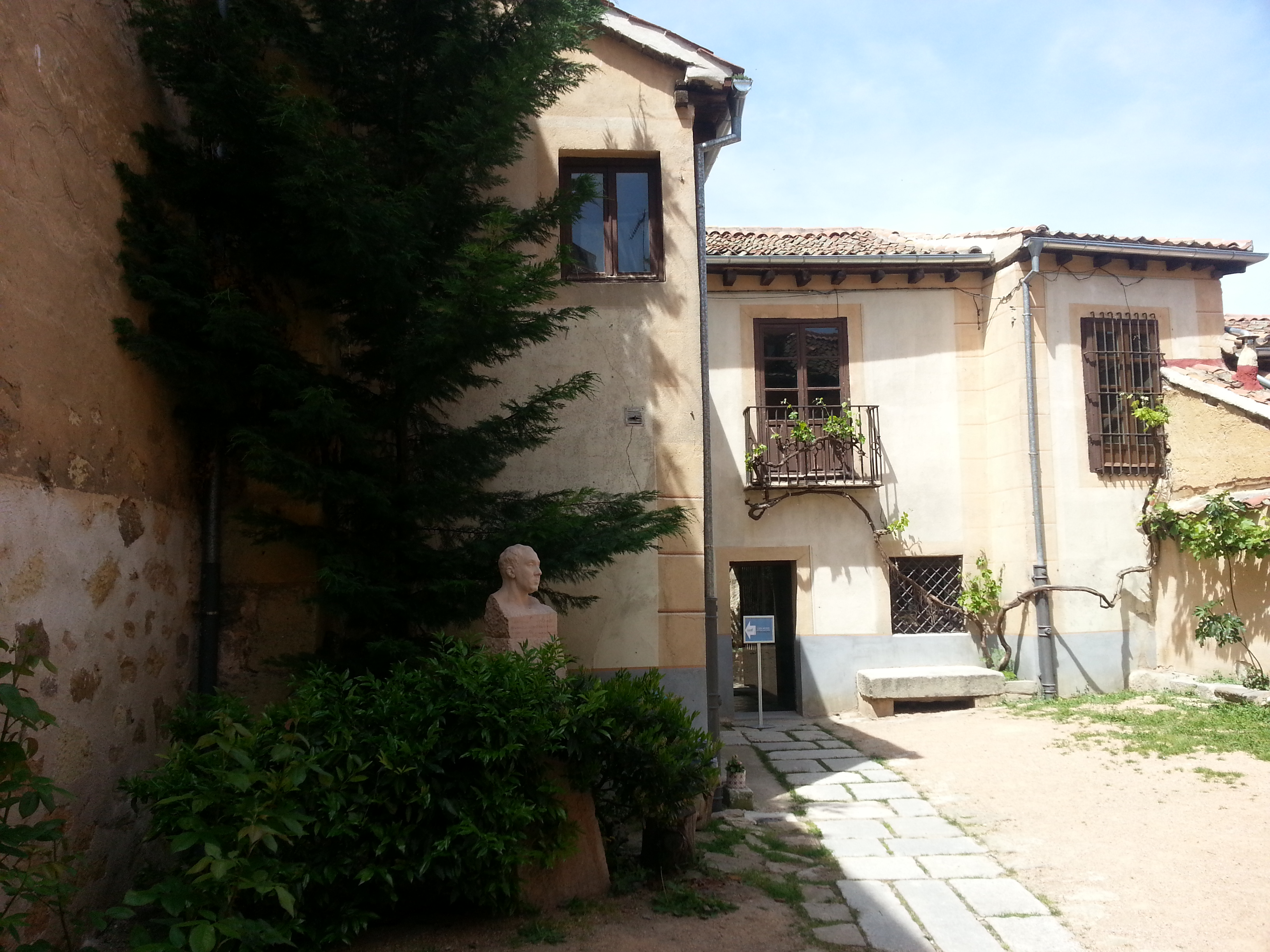
Entrada a la pensión de doña Luisa, en Segovia (España), convertida en Casa-Museo de Machado.

Pensión o casa de huéspedes es un tradicional establecimiento de hostelería de menor categoría que el hostal y el hotel, típico en España, Francia e Italia. En su origen, se trataba, por lo general, de una casa particular que acogía huéspedes para comer, dormir o en «pensión completa», por un precio módico. 
En la actualidad podría asociarse con algunos aspectos del modelo bed & breakfast («cama y desayuno»), y en menor medida con lo que en inglés se denomina guest house (en el uso continental del concepto o tipo de albergue), y pension, y en francés pension, o el más general pension complète. No obstante, el uso de los términos pensión o casa de huéspedes, a menudo ambiguo, puede aparecer como sinónimo de otros tipos de hospedaje, sean la fonda, la posada o el parador.

## Historia y descripción
El concepto «casa de huéspedes», o «casa para huéspedes», queda esbozado ya en el siglo iv, entendido como recurso ‘hostelero’ similar al promocionado por los emperadores romanos y los servicios de «cauponas», «mansioes» y «mutationes» en las vías romanas de comunicación, habida cuenta de que se incentivó el espíritu comercial de los terratenientes propietarios de los terrenos por los que pasaba la calzada; ampliando así la red de hospedaje. Un modelo que conservaron las medievales vías romeas, y los viajeros del Camino de Santiago.

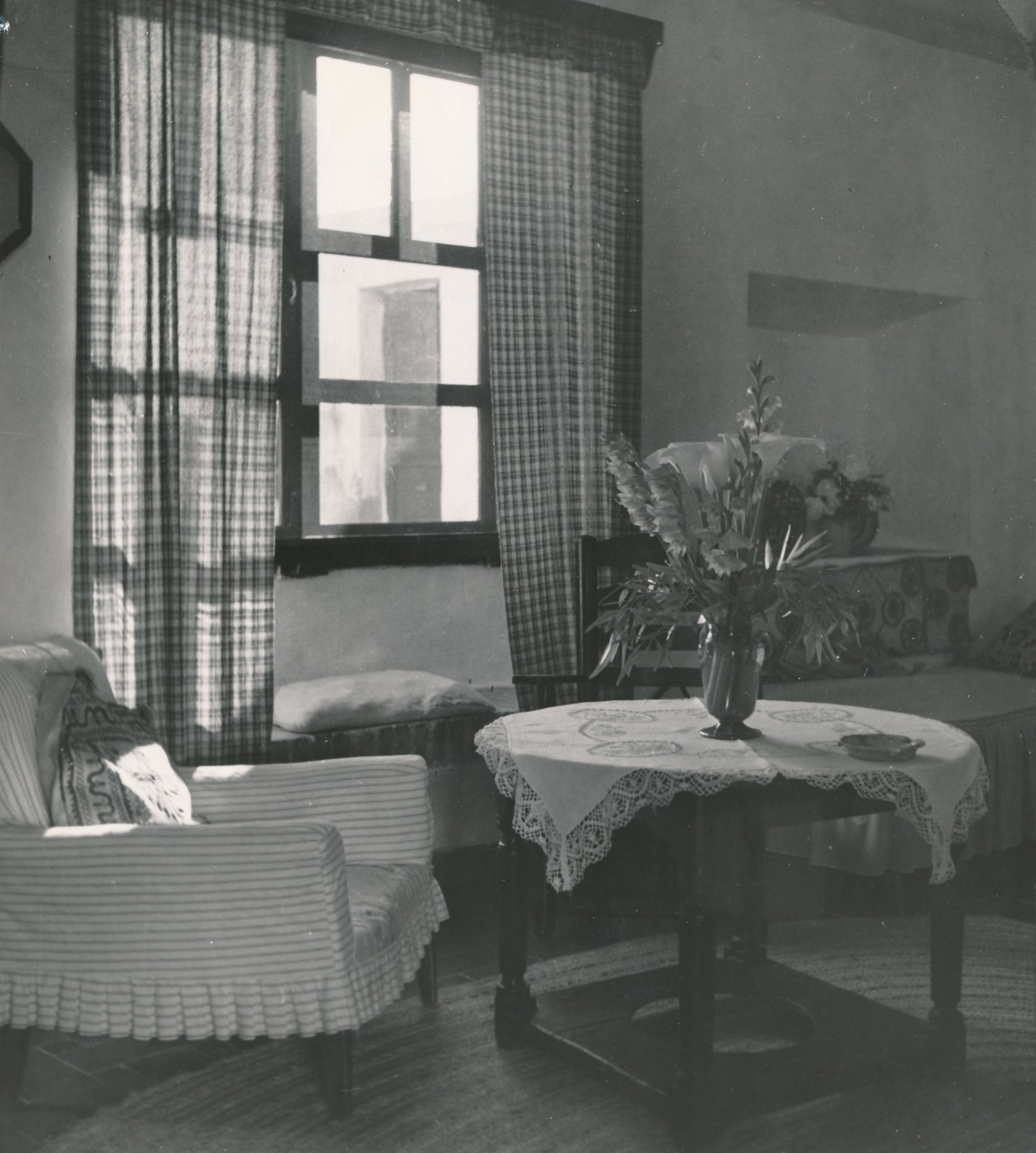
Interior de la Pensión Santa Clara en Torremolinos (España) hacia 1942.

En el territorio español y ya en la primera mitad del siglo xix, en las llamadas posadas secretas (precedente de las ‘casas de huéspedes’ y las ‘pensiones’), los dueños de la casa, piso o inmueble, alquilaban una parte amueblada, por lo general un dormitorio o habitación, a ocasionales huéspedes, con derecho a media pensión o pensión completa. Sus precios variaban según la situación, dimensiones, calidad y cantidad de la comida y confort general.
En las grandes capitales españolas a mediados del siglo xix, fueron el recurso de hospedaje más frecuente adoptado por los forasteros. En Madrid, según asegura Pedro Felipe Monlau, había unas 450 casas de huéspedes, con precios entre los 6 a 40 reales diarios, siendo habitual la tasa de unos 15 reales al día. Con el paso de los años, el carácter secreto o ilegal de las casas de huéspedes –todavía practicado por ejemplo durante la postguerra española– se fue regulado por las sucesivas y frecuentemente cambiantes leyes de hostelería. En el siglo xix, casa de huéspedes y pensión designaban en España idénticos establecimientos y negocios, hasta que finalmente la pensión (P) quedó incluida como tipo de establecimiento más bajo en la escala de hostelería. Esta normativa, coincidente con el periodo del franquismo, sería luego modificada en virtud de las diferentes disposiciones legales adoptadas por cada autonomía.
En algunos países se emplea o se traduce como casa de huéspedes un edificio gubernamental de alojamiento diplomático. Así por ejemplo la Casa de Huéspedes Ilustres de Colombia, o la Casa de huéspedes de Taipéi en China. Otro edificio con denominación caprichosa relacionada es la La pensión Hằng Nga, moderna construcción vietnamita dedicada a la diosa china de la Luna.

## Pensiones históricas

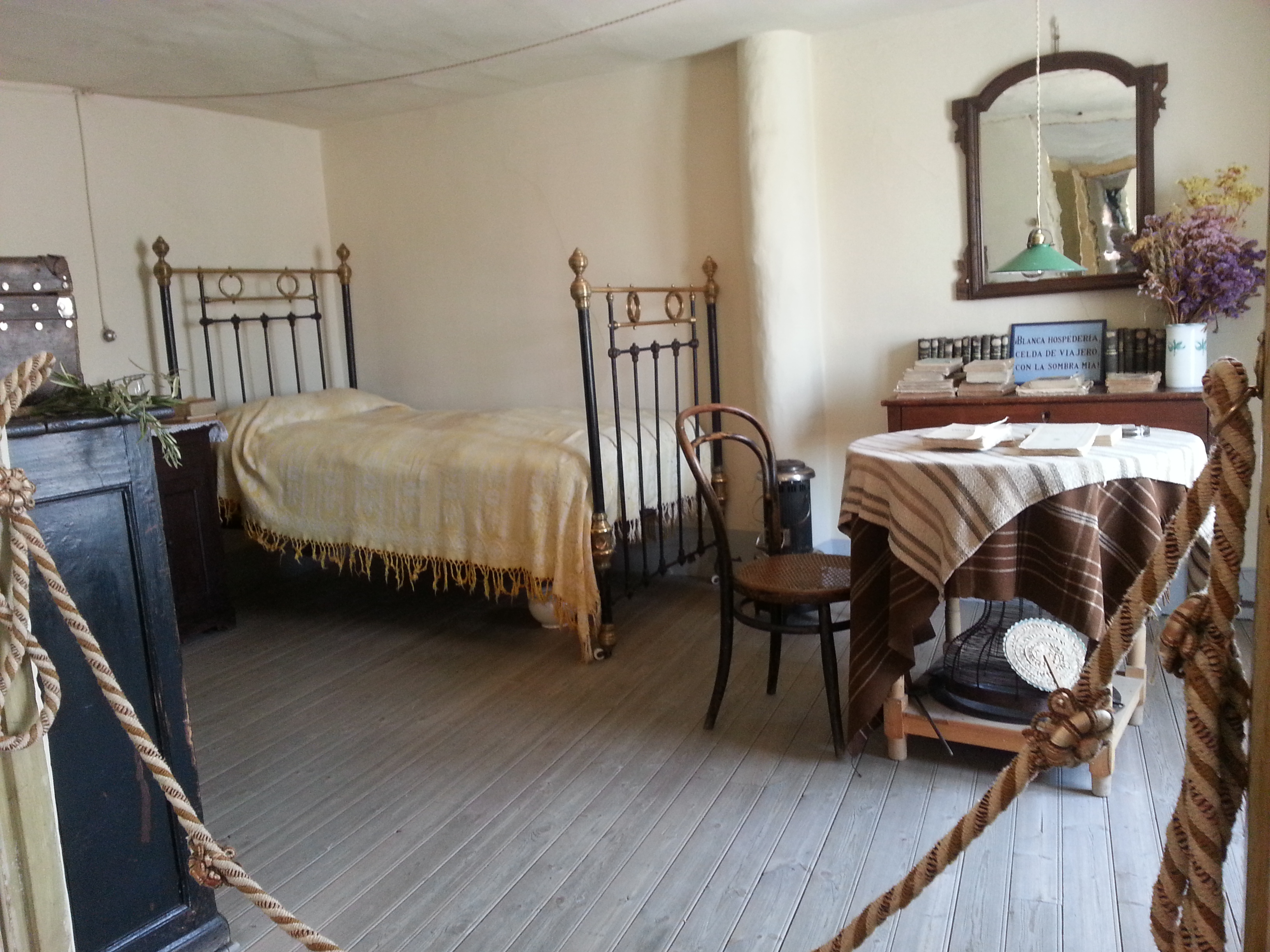
La habitación de Antonio Machado en la pensión de doña Luisa.

En España, puede visitarse un modelo de típica pensión provinciana en la capital segoviana, en la casa de huéspedes en la que vivió el poeta Antonio Machado durante los 13 años que permaneció como catedrático de instituto en esa capital. El inmueble se conserva como Casa-Museo de Machado.
En Francia se podrían mencionar las pensiones que acogieron a los pintores del grupo de Pont-Aven, la Pensión Gloanec y la de Marie Henry.

### Honorables huéspedes
Honorables o famosos huéspedes que han dejado descripciones de sus propias vivencias en las pensiones que frecuentaron en mayor o menor medida, fueron, además de Machado, escritores como Camilo José Cela, o Benito Pérez Galdós, pintores como Santiago Rusiñol (en la pensión “Cruzito”, luego hostal Santiago Rusiñol), o estadistas como León Trotski (Madrid, 1916).

## En la literatura
Además de las populares casas de huéspedes descritas por Agatha Christie (como la que sirve de escenario a novelas como el Asesinato en la calle Hickory, o El misterio de la guía de ferrocarriles, donde se hospeda el sospechoso viajante de comercio...), o de la pensión «Quisisana» (luego «Hotel degli Orafi» de Florencia) de la novela y película Una habitación con vistas; y al margen de la quizás interminable lista de las pensiones, casas de huéspedes y demás albergues de difícil clasificación que se describen en las antologías de viajeros por Europa, y en especial por España, hay que elegir, por su cantidad y calidad, las descritas por Galdós tanto en el conjunto de los Episodios nacionales como en su novelística. Así, por ejemplo, la casa de doña Virginia, en la calle de la Abada de Madrid, escenario muy completo para El doctor Centeno, una de las novelas con mayor carga autobiográfica quizá, en la obra de Galdós:

Llegaron por fin a su casa, que era de las que llamamos de huéspedes, y estaba, según cuenta quien lo sabe, en una mala calle situada en un barrio peor. (...) Subieron al cuarto, que era segundo con entresuelo, por la mal pintada, peor barrida y mucho peor alumbrada escalera, y antes de que llamaran abrió con estruendo la puerta una hermosa harpía... [y sigue más adelante Galdós con la descripción del hostal] ...aquel largo pasillo, con tres vueltas, parecido a una conciencia llena de malicias y traiciones; aquella estera rota, tan peligrosa para el que andaba un poco de prisa; aquellos cuartos que al angosto pasillo se abrían, aquella sala y gabinete donde se aposentaban los huéspedes de campanillas; aquel olor de fritanga que desde la cocina se esparcía por toda la casa, saliendo hasta la escalera para dar el “quien vive” a todo el que entraba...
Benito Pérez Galdós (1883) 

## Iconografía

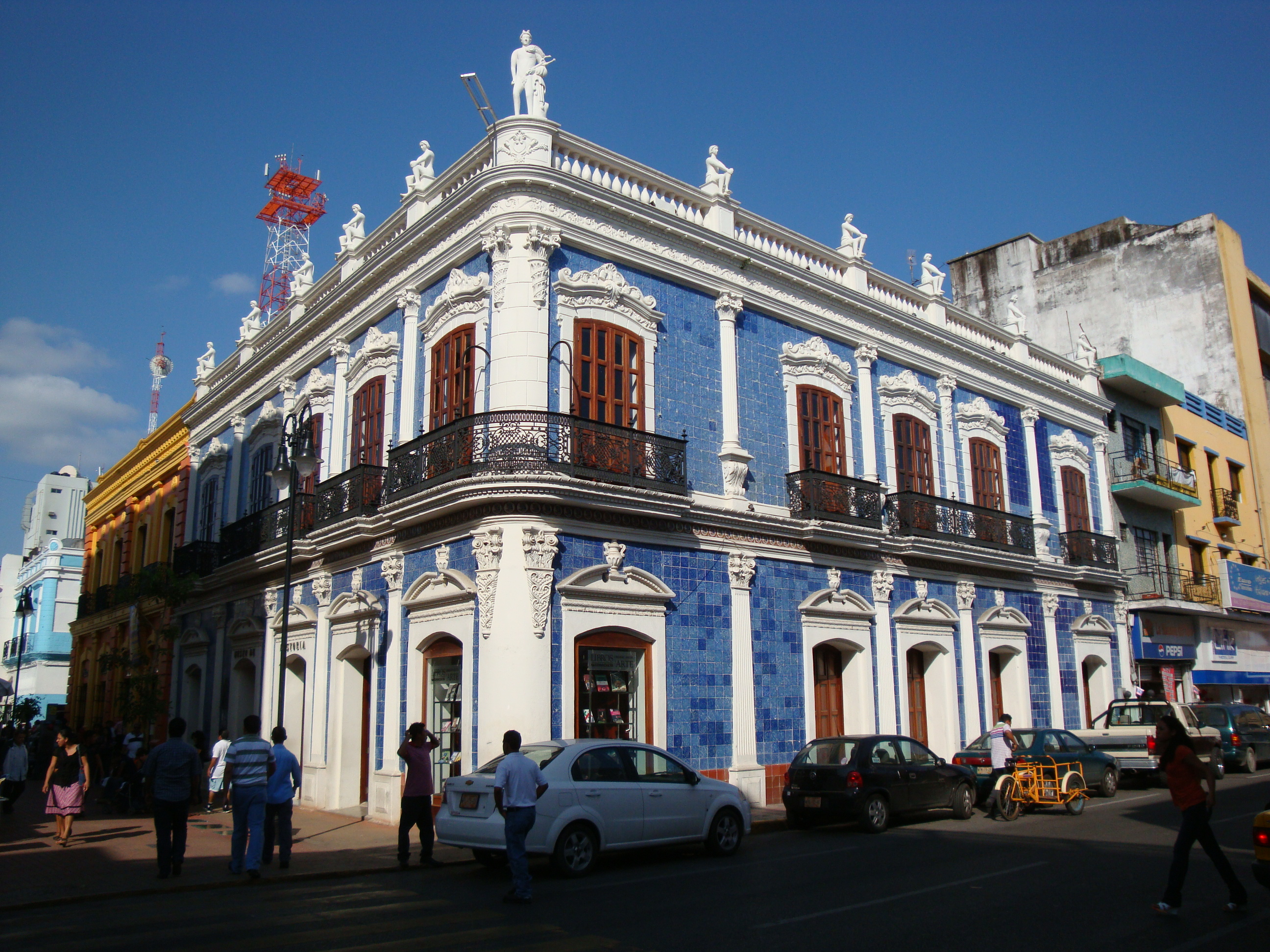
“La casa de los azulejos” (1889), en Villahermosa (México), antigua casa de huéspedes.
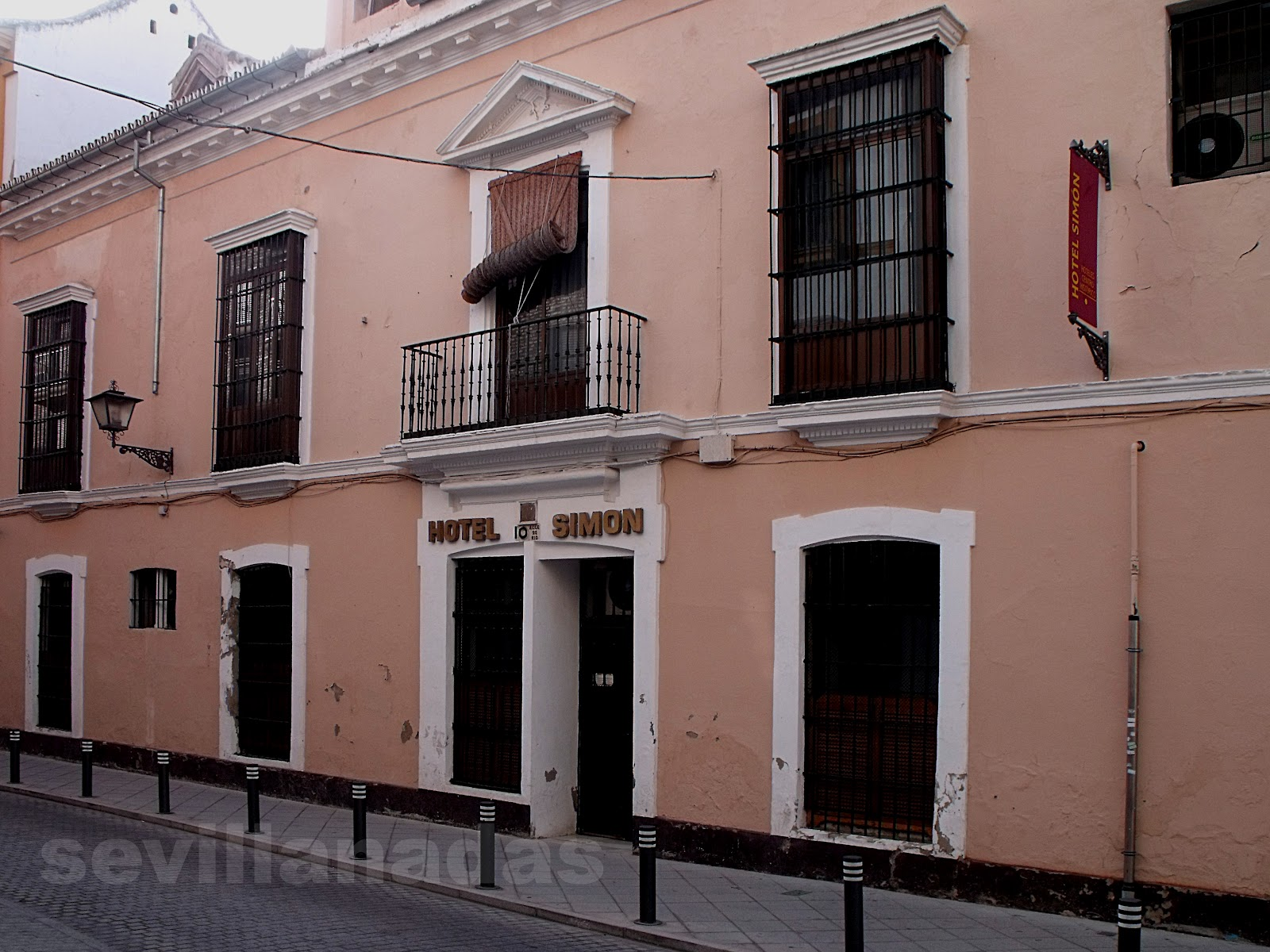
Hotel Simón (Sevilla), antigua casa de huéspedes.
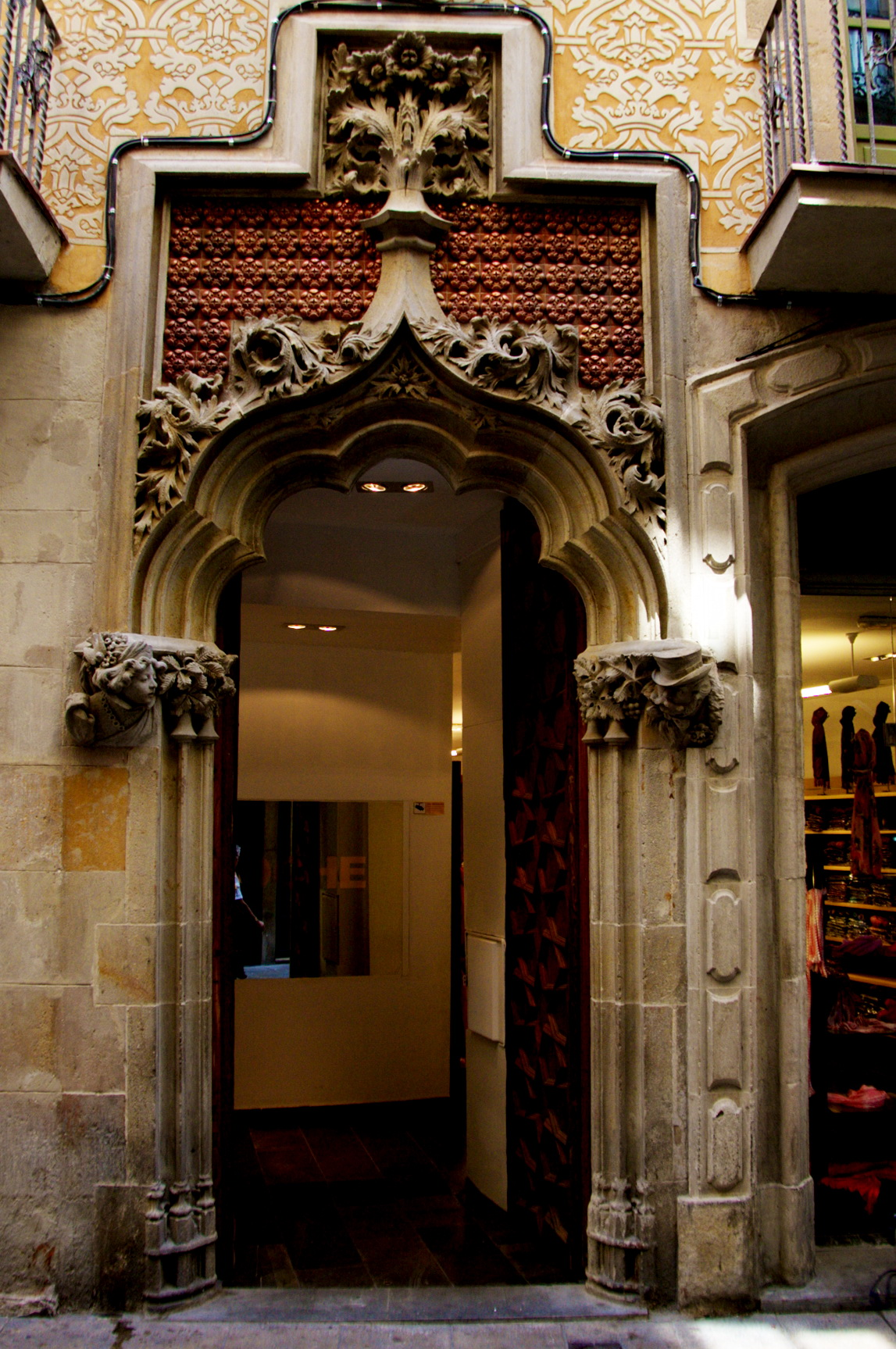
Entrada a la antigua «Pensió Dalí» (Barcelona).
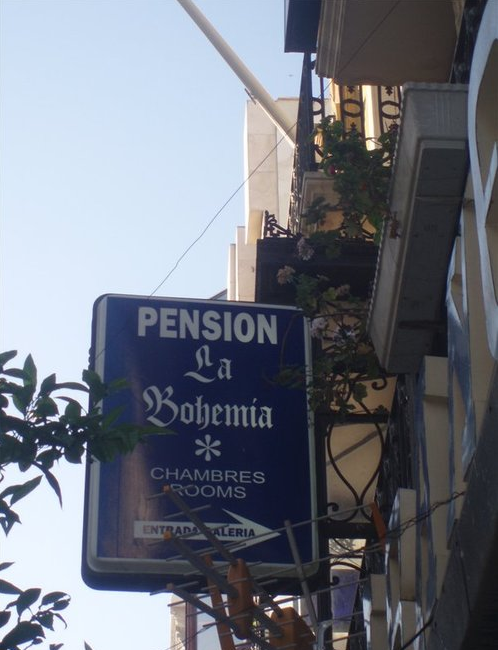
Cartel de una pensión en Ceuta.
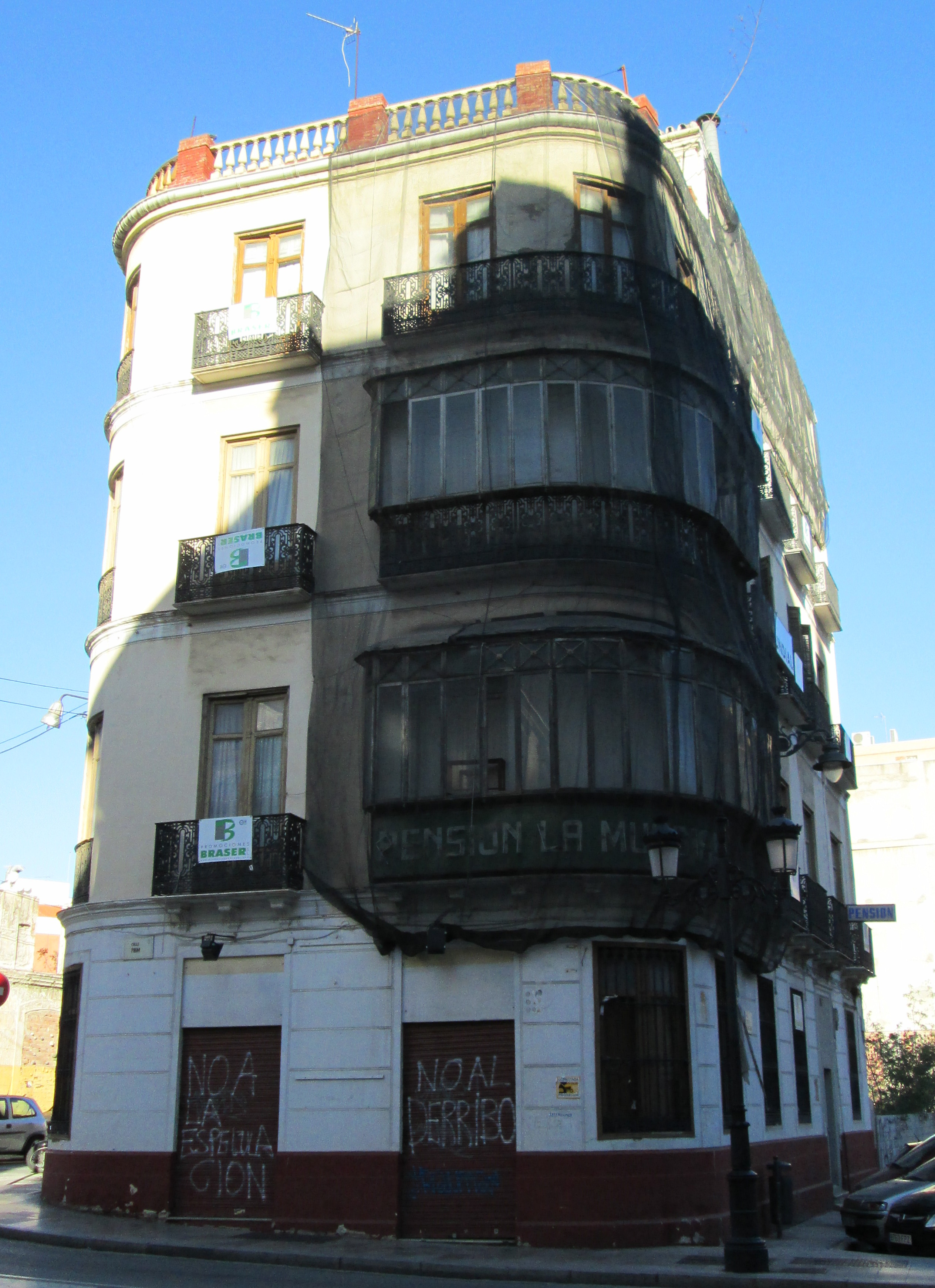
Pensión La Mundial (Málaga), en 2012.